# Silip
Silip is een bestuurslaag in het regentschap Bangka van de provincie Bangka-Belitung, Indonesië. Silip telt 2603 inwoners (volkstelling 2010).